# Tristellateia cordifolia
Tristellateia cordifolia är en tvåhjärtbladig växtart som beskrevs av Arenes. Tristellateia cordifolia ingår i släktet Tristellateia och familjen Malpighiaceae. Inga underarter finns listade i Catalogue of Life.